# Бен Вейнстекерс
Бен Вейнстекерс (нід. Ben Wijnstekers; нар. 31 серпня 1955, Роттердам) — нідерландський футболіст, захисник.
Передусім відомий виступами за клуб «Феєнорд», а також за національну збірну Нідерландів.
Чемпіон Нідерландів. 

## Клубна кар'єра
У дорослому футболі дебютував у 1975 році виступами за команду клубу «Феєнорд», в якій провів чотирнадцять сезонів, взявши участь у 352 матчах чемпіонату. Більшість часу, проведеного у складі «Феєнорда», був гравцем захисту основного складу команди і її авторитетним капітаном. 
Упродовж 1989—1990 років захищав кольори бельгійського клубу «Мехелен».
Завершив професійну ігрову кар'єру у клубі «Жерміналь-Екерен», за команду якого виступав протягом 1990—1991 років.

## Виступи за збірну
У 1979 році дебютував в офіційних матчах у складі національної збірної Нідерландів. Протягом кар'єри у національній команді, яка тривала 7 років, провів у формі головної команди країни 36 матчів, забивши 1 гол. В період з 1982 року по 1985 рік був капітаном «помаранчевих».
У складі збірної був учасником чемпіонату Європи 1980 року в Італії.

## Титули і досягнення
- Чемпіон Нідерландів (1):

«Феєнорд»: 1983-84
- Володар Кубка Нідерландів (2):

«Феєнорд»: 1979-80, 1983-84